# Joachim Patinir

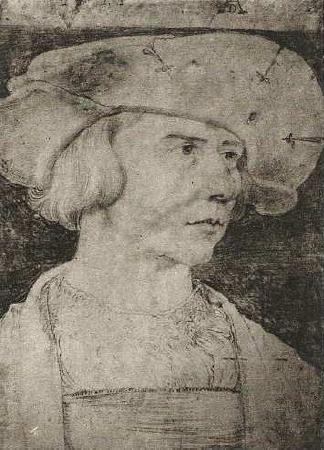
Joachim Patinir, per Dürer

Joachim Patinir, també conegut com de Patiner (Dinant o Bouvignes, c. 1480 - Anvers, 5 d'octubre de 1524) va ser un pintor renaixentista flamenc. Va destacar per les seues obres de tema històric i els seus paisatges corresponents a l'àrea de l'actual Valònia. Probablement era oncle de Henri Met de Bles, el seu seguidor en l'establiment d'un estil peculiar per als paisatges panoràmics del Renaixement nòrdic.

## Biografia

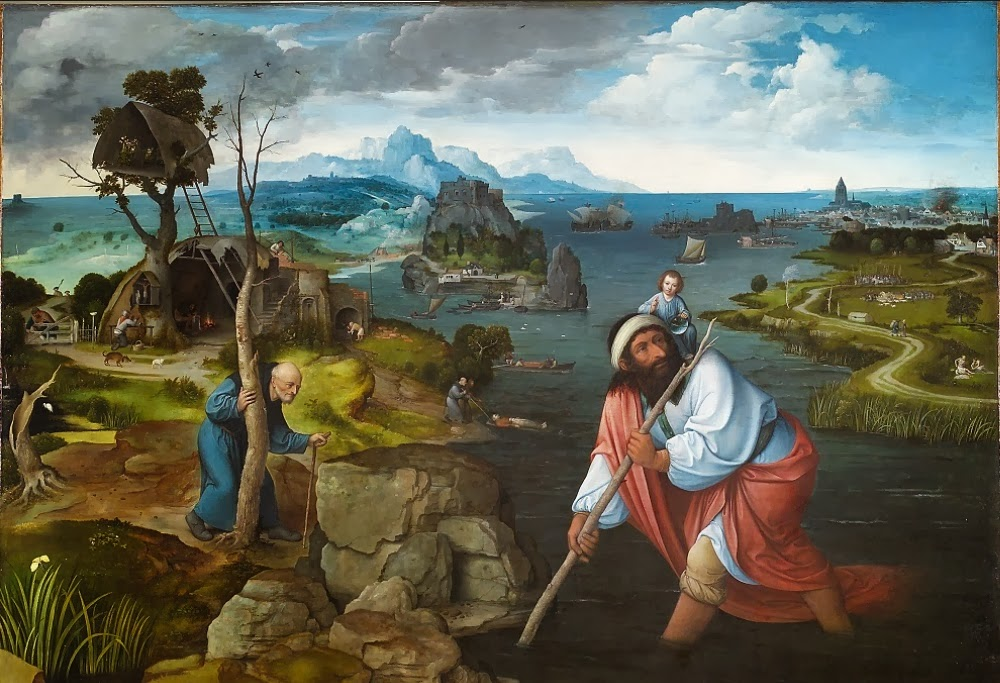
Paisatge amb sant Cristòfol, Monestir de l'Escorial

Originari de Dinant o Bouvignes, avui dia pertanyents a Bèlgica, Patinir va ser registrat al gremi de pintors de Sant Lluc d'Anvers l'any 1515, on va passar la resta de la seua vida. Potser va estudiar amb Gerard David a Bruges, que havia estat registrat com a membre del gremi el mateix any que Patinir. Hom creu que l'any 1511 va viatjar a Gènova amb David i Adriaen Isenbrant.
L'any 1521, Albrecht Dürer, amic de Patinir, va assistir a les seues segones noces i va pintar el seu retrat. Dürer qualificava Patinir "der gute Landschaftmaler" ("un bon pintor de paisatges"). Sovint Patinir deixava que el paisatge manllevara el protagonisme a les figures, que sovint eren pintades per altres artistes. Aquesta especialització havia esdevingut habitual en els Països Baixos de l'època. Moltes de les seues obres són d'una grandària poc habitual per a les pintures flamenques de cavallet de l'època, com les de Hieronymus Bosch, un altre pintor de grans paisatges d'una generació anterior. Les immenses vistes de Patinir combinen l'observació dels detalls naturalistes amb una fantasia lírica. El millor exemple d'aquesta manera de pintar és La fugida a Egipte (Museu d'Anvers). Les roques dels seus paisatges són una versió més espectacular de les que hi ha al voltant de la seua nativa Dinant. Les parts més allunyades dels seus paisatges estan pintades amb una paleta en la qual predominen el blau i el verd, per expressar l'atenuació causada per la distància. Entre altres exemples de la seua obra cal esmentar Descans en la fugida a Egipte (al Museu del Prado, que conserva quatre Patinirs, incloent-ne dos de signats), El bateig de Crist (una de les seues dues obres a Viena), Sant Joan a Patmos (obra individual o amb col·laboració del seu taller, National Gallery de Londres), Paisatge amb pastors (Anvers), i Descans en la fugida a Egipte (Minneapolis Institute of Arts). També hi ha un tríptic atribuït a ell, anomenat La penitència de sant Jeroni.

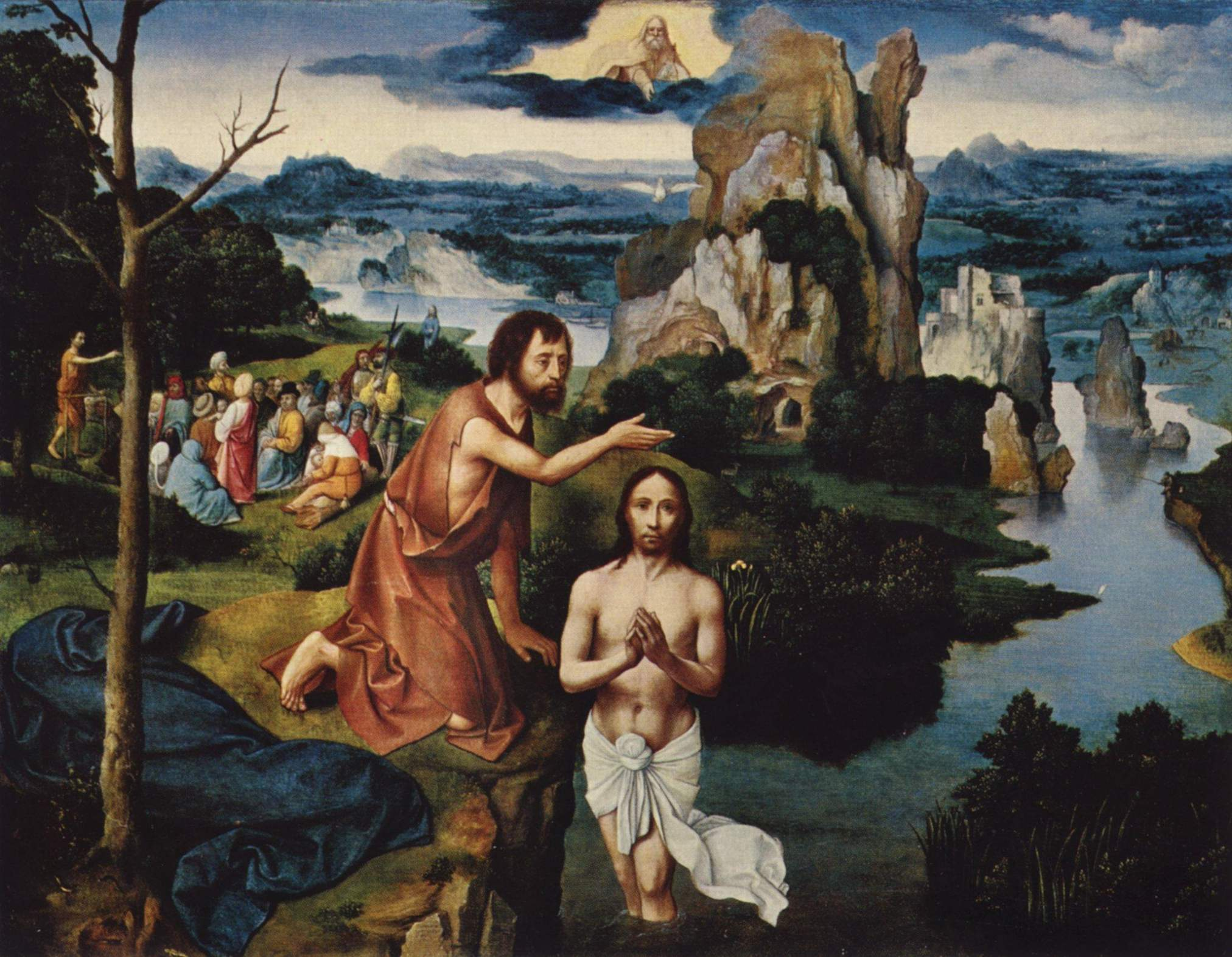
Bateig de Crist, Viena

Hi ha només cinc obres seues signades, però moltes obres li han estat atribuïdes, a ell individualment o al seu taller, amb diversos graus de seguretat. Les obres signades diuen: (Opus) Joachim D. Patinier, on la “D” significa Dionantensis (“de Dinant”), el que podria ser la prova de la seua procedència d'aquesta ciutat. L'any 2007 va haver una exposició sobre Patinir al Museu del Prado, amb 21 quadres d'ell o del seu taller i amb la catalogació d'altres 8 obres que no es van exposar.
Patinir va ser un pioner del paisatge com a gènere independent i va ser el primer pintor flamenc que es va considerar essencialment a si mateix com un paisatgista. A més de Dürer, va ser amic de Quentin Metsys, amb qui sovint va col·laborar. La temptació de sant Antoni (Prado) va ser fet en col·laboració amb Metsys, que afegí les figures al paisatge de Patinir. La seua carrera va ser gairebé paral·lela a la d'un altre gran paisatgista pioner, Albrecht Altdorfer, tot i que l'estil d'aquest era molt diferent.
Va morir a Anvers l'any 1524 i Quentin Metsys esdevingué tutor dels seus fills.

## Galeria

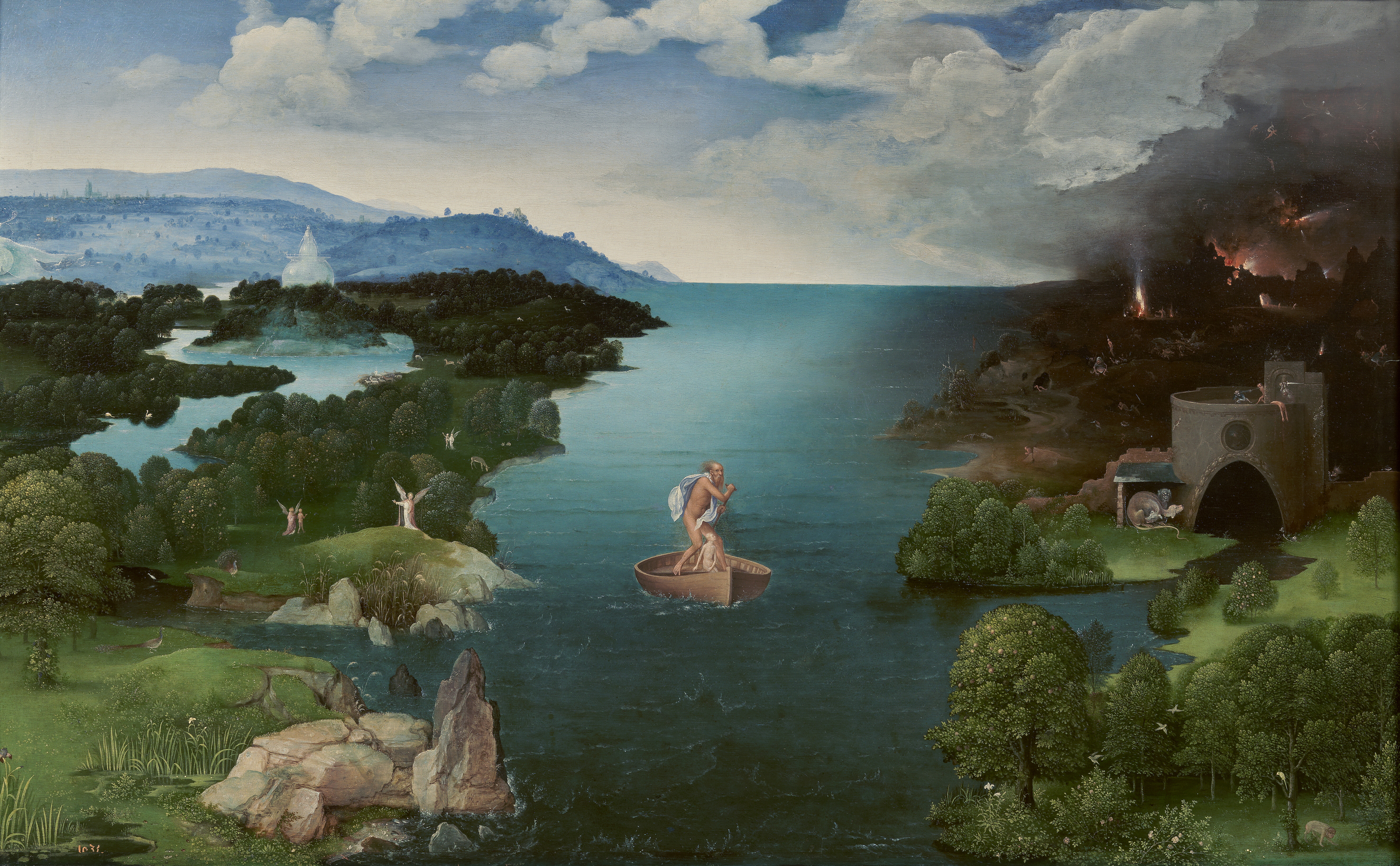
"Caront creuant l'Estix", oli sobre fusta, Joachim Patinir, Museu del Prado
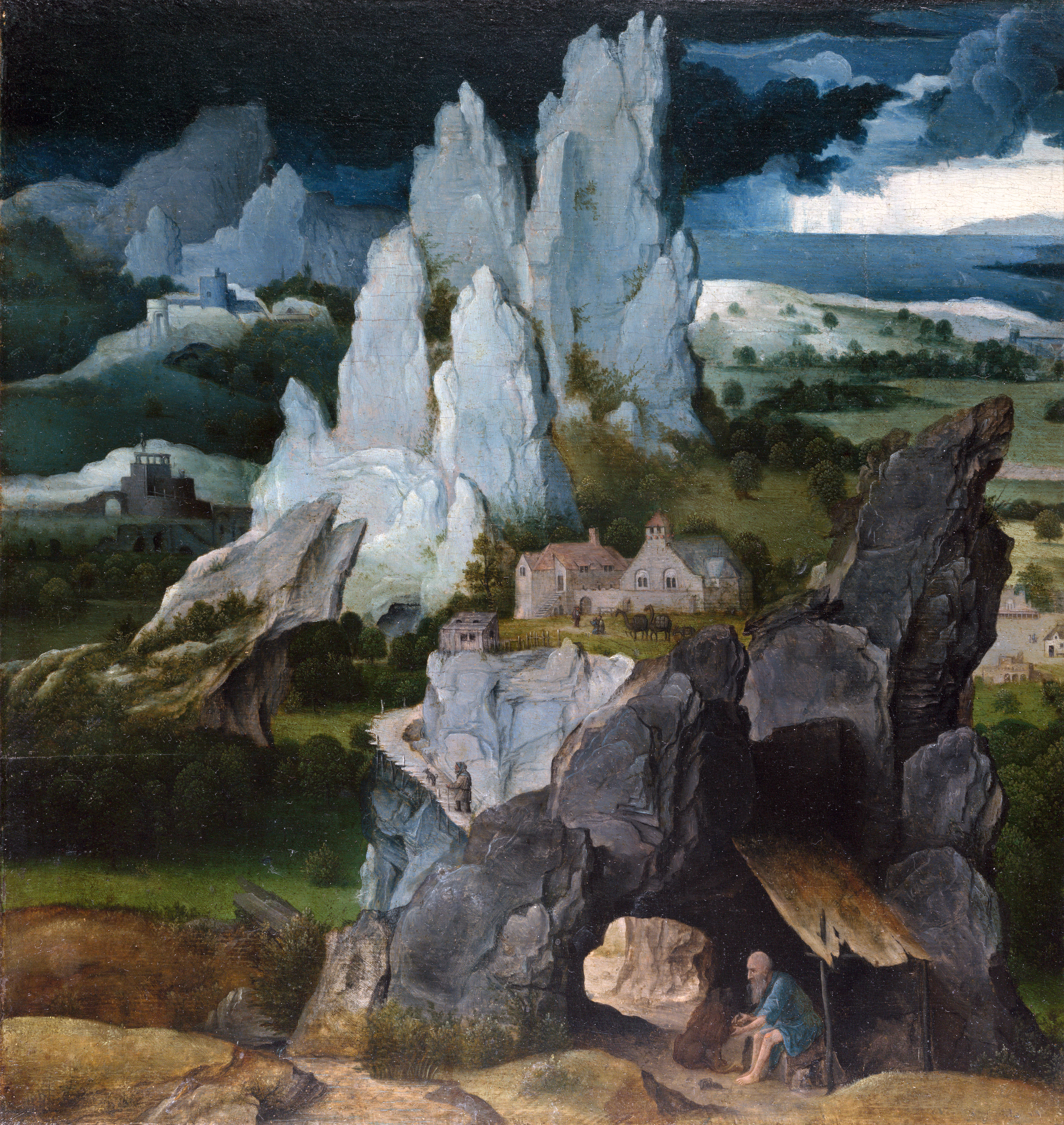
Sant Jeroni, c.ca 1520, National Gallery de Londres